# 山岸哲
山岸 哲（やまぎし さとし、1939年3月15日 - ）は、日本の鳥類学者。山階鳥類研究所名誉所長。理学博士。

## 経歴
長野県須坂市に生まれる。長野県長野高等学校を経て、1961年信州大学教育学部卒業。大阪市立大学理学部教授、京都大学大学院理学研究科教授を歴任。1993～1997年日本鳥学会会長、次いで2002年に山階鳥類研究所所長に就任。
かたわら、2005年東京農業大学客員教授、2008年より新潟大学特任教授を務める。2010年3月山階鳥類研究所所長を退任し、名誉所長となる。2010年10月兵庫県立コウノトリの郷公園園長就任。
1999年　第8回山階芳麿賞受賞。
また、2003年5月1日から2004年4月30日にかけて、『朝日新聞』朝刊第1面にてコラム『けさの鳥』を連載していた。

## 編著
- 「鳥類生態学入門 観察と研究のしかた」 築地書館 1997
- 「モズの嫁入り 都市公園のモズの生態をさぐる」 大日本図書 1981
- 「けさの鳥」 朝日新聞社 2004
- 「聴いて楽しむ野鳥100声 野鳥おもしろ雑学事典」 インプレス 2004
- 「鳥類学辞典」 昭和堂 2004
- 山階鳥類研究所編「保全鳥類学」 京都大学学術出版会 2007
- 「日本の希少鳥類を守る」 京都大学学術出版会 2009
- 「日本書紀の鳥」 京都大学学術出版会 2022